# Gao-Saney
Koordinaten: 16° 15′ N, 0° 0′ W
Gao-Saney ist die nordafrikanische Händlerstadt von Gao am östlichen Nigerknie in Mali. Sie liegt vier Kilometer östlich der Königsstadt von Gao.
Seine Bekanntheit verdankt Gao-Saney der Tatsache, dass hier 1939 die Grabstelen von Königen entdeckt wurden. Die datierten Inschriften dieser Stelen aus Almería in Südspanien bezeugen die Existenz einer muslimischen Dynastie Ende des 11./Anfang des 12. Jahrhunderts nach Christus, deren erste drei Herrscher die Namen des Propheten und der ersten beiden Kalifen trugen.
Neueren Forschungen zufolge sind die Könige der Stelen von Gao-Saney, die Zaghe, identisch mit den Za der Chroniken von Timbuktu. Die Inschriften der wichtigsten Stelen enthalten die Namen des Propheten Muhammad und die seiner zwei Nachfolger. Nur die dritte Königsinschrift liefert auch einen lokalen Namen und ermöglicht damit die Identifikation der Zaghe mit den Königen der Za und eröffnet damit ein neues, noch zu schreibenden Kapitel der Geschichte der Songhay:
| Könige von Gao-Saney (1100 n. Chr. bis 1120 n. Chr.) |            |                      |                      |
| Stelen von Gao-Saney                                 |            | Ta'rīkh al-fattāsh   | Ta'rīkh al-sūdān     |
| Könige der Zaghe                                     | Todesdatum | Könige der Zā        | Könige der Zā        |
| Abū 'Abd Allāh Muhammad st. 1100                     | st. 1100   | (16) Kotso-Dare      | (16) Kusoy-Dare      |
| Abū Bakr b. Quhāfa st. 1110                          | st. 1110   | (17) Hizka-Zunku-Dam | (17) Hunabonua-Kodam |
| Umar b. al-Khattab =                                 |            |                      |                      |

Aufgrund der Identität des Yama b. Kima (alias Umar b. al-Khattab), des dritten Königs der Stelen von Gao-Saney, mit Yama-Kitsi, des 18. Herrschers der Songhay-Königsliste des 1665 in Timbuktu verfassten Ta'rikh al-Fattash, können die Könige der Stelen von Gao-Saney mit den Königen der Za gleichgesetzt werden. Die Richtigkeit dieser Identifikation wird durch eine Angabe des Ta'rikh al-Sudan von 1655, der zweiten Chronik von Timbuktu, bestätigt, die an der 18. Stelle der Königsliste der Za den Namen Biyu-Ki-Kima trägt. Die Gleichsetzung eines Königs der Stelen von Gao-Saney mit einem König der Za ermöglicht es erstmals, die Dynastiegeschichte des Gao-Reiches auf eine quellenkritisch fundierte Grundlage zu stellen.

## Bibliographie
- John Hunwick: „Gao and the Almoravids: a hypothesis“, in B. Swartz and R. Dumett (eds.), West African Culture Dynamics, The Hague, 413–430.
- Timothy Insoll: Islam, Archaeology and History: Gao Region (Mali) ca. AD 900 - 1250, Oxford 1996.
- Dierk Lange: rois de Gao-Sané et les Almoravides“, Journal of African History 32 (1991), 251–275.
- --: Ancient Kingdoms of West Africa, Dettelbach 2004 (hier S. 495–544).
- --: „Rezension von P. Moraes Farias, Medieval Inscriptions (2003)“ (PDF; 252 kB), Afrika und Übersee, 87 (2004), 302-5
- Paolo de Moraes Farias: Arabic Medieval Inscriptions from the Republic of Mali, Oxford 2003 (für die drei Könige siehe S. 3, 7–8, 15).
- Jean Sauvaget: „Les épitaphes royales de Gao“, Bulletin de l'IFAN, Serie B, 12, 1950, 418–440.